# ميخائيل سبنسر
ميخائيل سبنسر (بالإنجليزية: Michael Spencer)‏ هو شخصية أعمال بريطاني، ولد في 30 مايو 1955 في كوالالمبور في ماليزيا.